# Autobahndreieck Salzgitter
Das Autobahndreieck Salzgitter (Abkürzung: AD Salzgitter; Kurzform: Dreieck Salzgitter) ist ein Autobahndreieck in Niedersachsen in der Metropolregion Hannover. Es verbindet die Bundesautobahn 39 (Hamburg – Salzgitter) mit der Bundesautobahn 7 (Flensburg – Hannover – Kassel – Füssen) (E 45).

## Geographie
Das Dreieck liegt auf dem Gemeindegebiet von Holle im Landkreis Hildesheim. Die umliegenden Gemeinden sind Söhlde, Schellerten und Baddeckenstedt. Nächstgelegene Ortsteile sind Grasdorf, Sillium, Holle-Ort, Binder und Wartjenstedt. Es befindet sich etwa 65 km nördlich von Göttingen, etwa 30 km südwestlich von Braunschweig, etwa 20 km südöstlich von Hildesheim und etwa 45 km südöstlich von Hannover.
Das Autobahndreieck Salzgitter trägt auf der A 7 die Nummer 64 und auf der A 39 die Nummer 45.

## Bauform und Ausbauzustand

Bauform bis 2019 vor dem Ausbau

Das Dreieck ist als linksgeführte Trompete ausgeführt. Die Verbindungen von der A 39 auf die A 7 Richtung Göttingen sind zweispurig ausgeführt, die restlichen Rampen einspurig. Die A7 Richtung Göttingen ist sechsspurig ausgebaut, die anderen anschließenden Autobahnen sind vierspurig.
Bis 2019 war es als einfache Gabelung ausgeführt von der A 7 aus Richtung Göttingen auf die A 39 ausgeführt. Die Verkehrsrelation aus Richtung Hannover zur und von der A 39 wurde über die Anschlussstellen Derneburg / Salzgitter (A 7) und Baddeckenstedt (A 39), sowie der dazwischenliegenden B 6 bedient.
Von Juli 2019 bis September 2020 wurde das Autobahndreieck umgebaut. Hierzu wurden drei Rampen neu gebaut, die alte Verbindung von der A 39 in Richtung Göttingen wurde aus statischen Gründen abgerissen. Die Baukosten waren auf 19 Millionen Euro veranschlagt.

## Verkehrsaufkommen
Das Dreieck wird täglich von rund 65.000 Fahrzeugen befahren. Die Verkehrszahlen sind von 2015, bevor der Ausbau zum vollständigen Autobahndreieck erfolgt ist.
| Von                      | Nach              | Durchschnittliche tägliche Verkehrsstärke | Anteil Schwerlastverkehr |
| ------------------------ | ----------------- | ----------------------------------------- | ------------------------ |
| AS Hildesheim (A 7)      | AD Salzgitter     | 63.200                                    | 15,6 %                   |
| AD Salzgitter            | AS Bockenem (A 7) | 59.400                                    | 17,9 %                   |
| AS Baddeckenstedt (A 39) | AD Salzgitter     | 14.800                                    | 17,2 %                   |